# Davy Pröpper
Davy Pröpper (ur. 2 września 1991 w Arnhem) – holenderski piłkarz grający na pozycji pomocnika w holenderskim klubie Vitesse. W latach 2015–2019 reprezentant Holandii.
W swojej karierze występował w takich klubach jak: Brighton & Hove Albion, PSV Eindhoven czy Vitesse.

## Kariera klubowa
Swoją karierę piłkarską Pröpper rozpoczął w amatorskim klubie VDZ, w którym trenował w latach 2002–2004. W 2004 podjął treningi w Vitesse. W 2009 roku awansował do pierwszego zespołu. 17 stycznia 2010 zadebiutował w nim w Eredivisie w przegranym 1:2 wyjazdowym meczu z NEC Nijmegen, gdy w 84. minucie zmienił Kevina van Diermena. W sezonie 2010/2011 stał się podstawowym zawodnikiem Vitesse. 14 sierpnia 2010 w przegranym 2:4 meczu z Ajaksem Amsterdam strzelił swojego pierwszego gola w Eredivisie.
W 2015 Pröpper przeszedł do PSV Eindhoven. Zadebiutował w nim 11 sierpnia 2015 w zremisowanym 2:2 wyjazdowym meczu z ADO Den Haag. W sezonie 2015/2016 został z PSV mistrzem Holandii.
W 2022 roku w wieku 30 lat zakończył karierę i przeszedł na piłkarską emeryturę.
| Sezon   | Klub                        | Kraj     | Rozgrywki      | Mecze | Bramki |
| ------- | --------------------------- | -------- | -------------- | ----- | ------ |
| 2009/10 | Vitesse                     | Holandia | Eredivisie     | 11    | 0      |
| 2010/11 | Vitesse                     | Holandia | Eredivisie     | 19    | 1      |
| 2011/12 | Vitesse                     | Holandia | Eredivisie     | 29    | 3      |
| 2012/13 | Vitesse                     | Holandia | Eredivisie     | 14    | 0      |
| 2013/14 | Vitesse                     | Holandia | Eredivisie     | 35    | 7      |
| 2014/15 | Vitesse                     | Holandia | Eredivisie     | 34    | 7      |
| 2015/16 | PSV Eindhoven               | Holandia | Eredivisie     | 33    | 10     |
| 2016/17 | PSV Eindhoven               | Holandia | Eredivisie     | 34    | 6      |
| 2017/18 | Brighton & Hove Albion F.C. | Anglia   | Premier League | 35    | 0      |
| 2018/19 | Brighton & Hove Albion F.C. | Anglia   | Premier League | 30    | 1      |

## Kariera reprezentacyjna
Pröpper grał w młodzieżowych reprezentacjach Holandii. W 2010 roku wystąpił z reprezentacją Holandii U-19 na Mistrzostwach Europy U-19. W dorosłej reprezentacji Holandii zadebiutował 5 czerwca 2015 w przegranym 3:4 towarzyskim meczu ze Stanami Zjednoczonymi, rozegranym w Amsterdamie. W 57. minucie tego meczu zmienił Robina van Persiego.